# Gmina Alajõe
Gmina Alajõe (est. Alajõe vald) – gmina wiejska w Estonii, w południowej części prowincji Virumaa Wschodnia, położona nad wybrzeżem jeziora Pejpus na północ od rzeki Narva. Ludność gminy utrzymuje się głównie z turystyki i rybołówstwa.
W skład gminy wchodzi 7 wsi:
Alajõe, Karjamaa, Katase, Remniku, Smolnitsa, Uusküla, Vasknarva.